# Ószandec
Ószandec (lengyelül: Stary Sącz) mintegy 9 000 lakosú város Lengyelországban, a Kis-lengyelországi vajdaságban. Középkori óvárosáról és Szent Kinga által alapított klarissza kolostoráról ismert.

## Földrajz
Ószandec a hegyekkel körülvett Szandeci-medencében, a Szandeci-Beszkidek lábánál fekszik. A Dunajec és a Poprád összefolyásánál található, a folyók által közrefogva.

### Éghajlat
A Szandeci-medence Lengyelország egyik legmelegebb és legnaposabb vidéke.

## Történelem
A város első írásos említése 1189-ből származik. A Szandec nevű területet V. Boleszláv lengyel fejedelem 1257-ben feleségének, Árpád-házi Kingának, IV. Béla magyar király lányának adományozta.

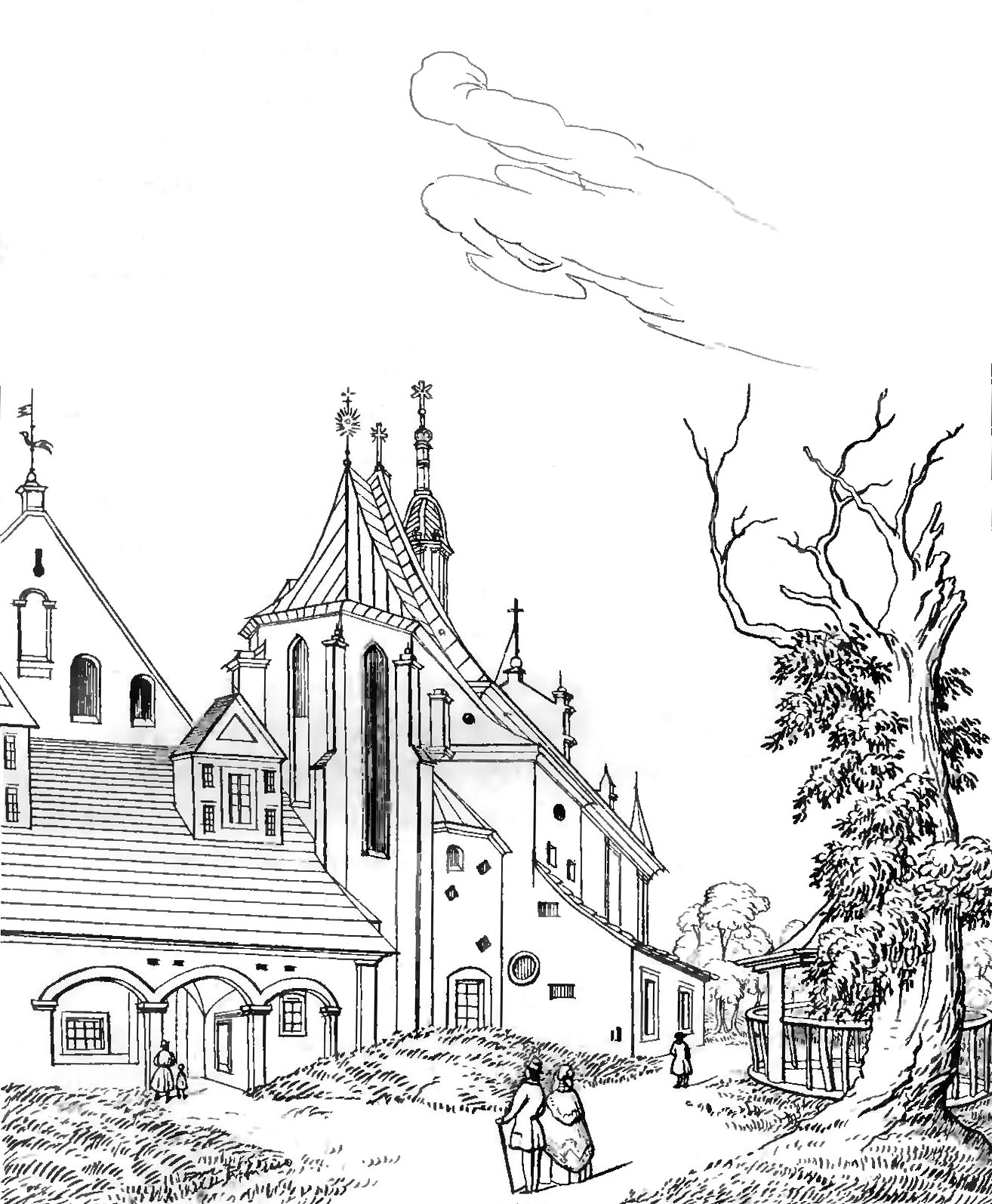
A kolostor egy 1860-as rajzon

Kinga 1280-ban (más források szerint 1273-ban) klarissza kolostort alapított Ószandecben. Férje halála (1279) után ide vonult vissza húgával, a fél évvel korábban megözvegyült Jolánnal együtt. 1284-ben a kolostor főnöknőjévé választották. Az első templom 1285-ben épült. 1287-ben egy tatár betörés során az apácáknak Csorsztin várába kellett menekülniük; az ostromlókat Baksa Simonfia György magyar csapata futamította meg. A kolostort a tatárok feldúlták, az újjáépítést Kinga irányította. Itt hunyt el 1292-ben, 10 hónapnyi betegség után.
A város egykor a Magyarországra vezető kereskedelmi út mentén feküdt.
A ma is álló klarissza templom 1322-ben épült gótikus stílusban. A 17. században barokk stílusban átépítették, de megőrzött gótikus elemeket is; szószéke 1671-ből, főoltára 1696-ból származik.

## Gazdaság
A kedvező éghajlatnak köszönhetően a város környékén jellemzőek a gyümölcsösök.

## Turizmus
A város legjelentősebb műemléke a klarissza kolostor és templom. A kolostor udvarában működik a Szent Kinga Háza múzeum, melyben Szent Kinga kultuszának emlékei láthatók.
Gránitkövekkel borított középkori piacterén állt egykor a városháza, melynek másolata ma az újszandeci skanzenben látható. Ugyancsak a főtéren található a regionális múzeum, mely a város történetébe enged betekintést. A kolostort körülvevő fal mellett áll az a székelykapu, amit Magyarország ajándékozott a városnak Kinga szentté avatása emlékére. A belvárostól fél óra sétára áll a fából épült szabadtéri oltár, ahol II. János Pál pápa 1999-ben szentté avatta őt.

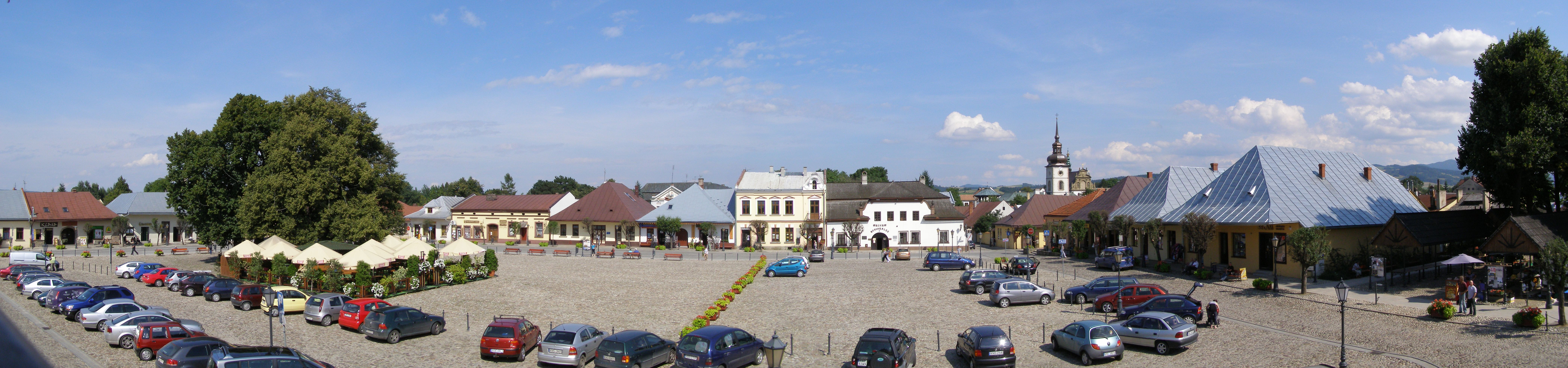
Ószandec piactere

A városból elérhetők a Pieninek és a Tátra kirándulóhelyei.

## Személyek

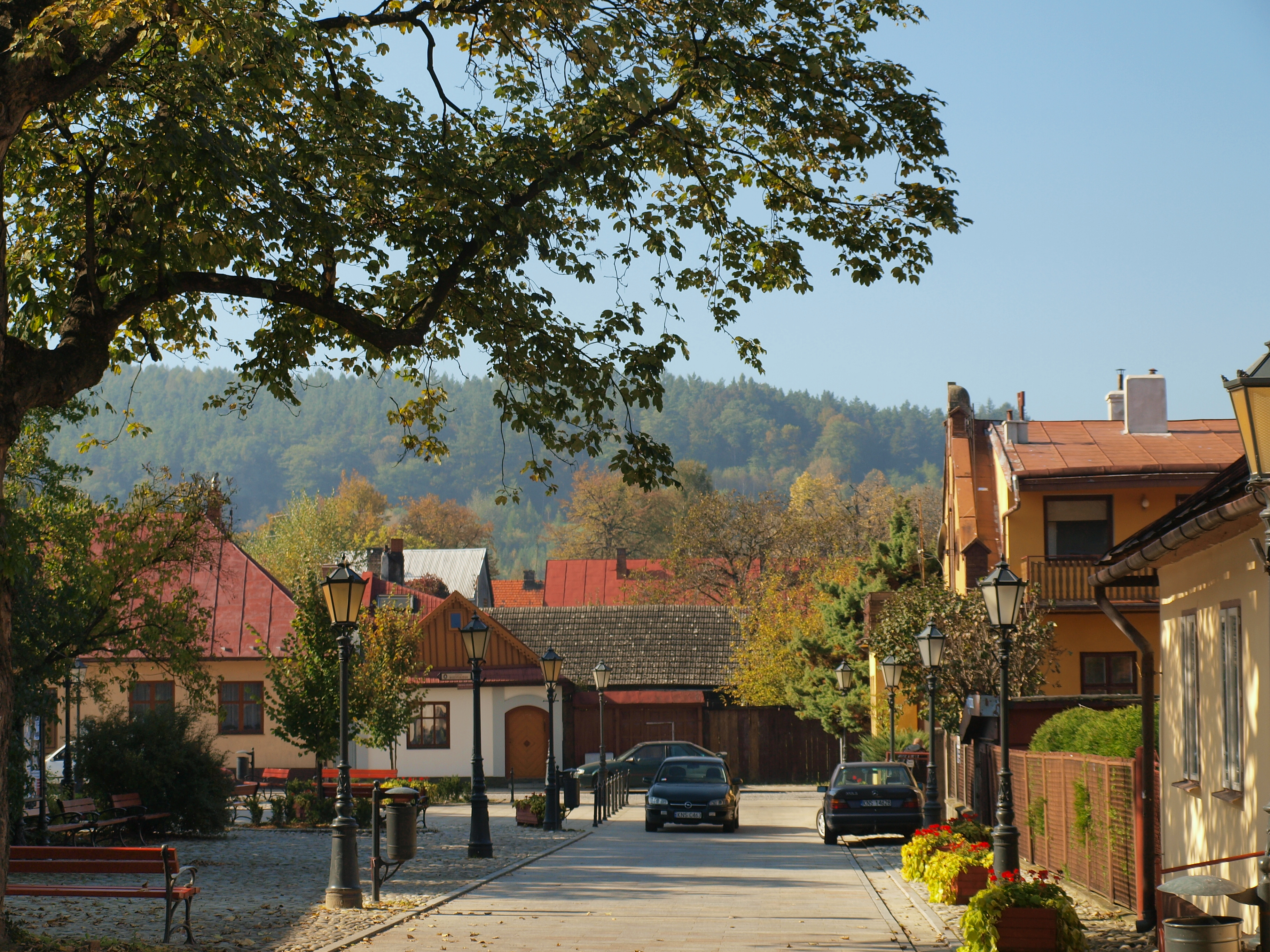
Szent Kinga utca

- Itt hunyt el Szent Kinga (1224–1292)
- Itt élt Boldog Jolán (1235/39–1298)